# Determined
«Determined» (с англ. — «Стойкий») — песня американской метал-группы Mudvayne, выпущенный в виде сингла в январе 2005 года с третьего по счёту студийного альбома Lost and Found.
Mudvayne впервые исполнили песню вживую в начале 2005 года во время тура по небольшим клубам. С тех пор он стал регулярной частью сет-листа группы.

## Видеоклип
В музыкальном видео на «Determined» показано, как группа исполняет песню перед большой слэмующей группой поклонников. Видео было записано в городе Нью-Йорке.

## Другие версии песни
Цензурная версия «Determined» включена в саундтрек к видеоигре Need for Speed: Underground 2.

## Приём
Джонни Лофтус из AllMusic назвал песню «одним из самых сильных треков Mudvayne за всё время». Песня также получила похвалу от Baltimore Sun.
Песня была номинирована на премию «Грэмми» 2006 года за лучшее метал-исполнение, но проиграла группе Slipknot с песней «Before I Forget».

## Список композиций
| №  | Название     | Длительность |
| -- | ------------ | ------------ |
| 1. | «Determined» | 2:39         |

## Участники записи
| Mudvayne - Чед Грэй — вокал; - Грег Триббетт — бэк-вокал, гитара; - Райан Мартини — бас-гитара; - Мэтью Макдоноу — барабаны. | Производственный персонал - Дейв Фортман — продюсер. |